# Юрий Долгорукий (китобойная база)
«Ю́рий Долгору́кий» — китобойная база, работавшая в 1960—1975 годах в Южном океане, совершила 15 промысловых кругосветных плаваний с огибанием Антарктиды. Построена в Германии в 1926 году как пассажирский лайнер «Гамбург» Hamburg-Amerikanische Packetfahrt-Actien-Gesellschaft. После начала Второй Мировой войны лайнер был перебазирован в Гдыню, служил для военных и гражданских перевозок по Балтике, в марте 1945 года был затоплен своей командой в трёх милях от порта Засниц. В 1950 году был поднят, переименован, предполагалось использовать его как пассажирское судно, однако с 1955 года был переоборудован в китобазу. Списан на слом после истощения китовых стад в Южном океане.

## До передачи СССР
Построен в 1925—1926 годах, третий лайнер класса Albert Ballin (бортовой номер 473). В первый рейс в Нью-Йорк отправился 9 апреля 1926 года. Предполагалось использовать его для регулярных перевозок, поэтому скорость была ограничена. В 1929 году лайнер был модернизирован и оснащён паровыми турбинами, а две трубы были заменены на одну. Была улучшена планировка палуб и увеличена пассажировместимость. Из-за последствий всемирного экономического кризиса лайнер стал неконкурентоспособным на трансокеанских линиях, и стал использоваться как круизный. В первый круиз «Гамбург» отплыл 31 января 1931 года, совершив 70-дневное плавание из Нью-Йорка по Средиземному морю и обратно. С 31 декабря 1937 года он использовался для 4-дневных круизов к Бермудским островам. С 1938 года использование «Гамбурга» в Америке стало затруднительным из-за протестов общественности после аншлюса Австрии.
В 1940 году «Гамбург» был перебазирован в Гдыню, используясь как судно жизнеобеспечения дивизиона подводных лодок, использовался он и для грузовых перевозок. Cудно участвовало в операции эвакуации Восточной Пруссии. В последний рейс вышло из Кёнигсберга 27 февраля 1945 г. В пункте назначения, на рейде порта Засниц подвергся бомбардировке Британским ВВС ночью с 6 на 7 марта, но не получил значимых повреждений. Следующим утром судно подорвалось на мине восточнее острова Рюгге. Затонуло на глубине 18 метров в трёх милях от порта Засниц 54°30′00″ с. ш. 13°42′02″ в. д.. Экипаж был эвакуирован без потерь, пассажиров на борту не было.

## В СССР
После длительных подготовительных работ, начатых в 1949 году, 7 ноября 1950 года советскими военными моряками с участием специалистов из ГДР судно было поднято со дна «в качестве дара трудящихся Германии Советскому Союзу» и отбуксировано на верфи Кокериля в Антверпене. Реконструкция длилась до 3 декабря 1951 года. Тогда судно было отбуксировано в Росток; после переименования в «Юрий Долгорукий» его предполагалось использовать как пассажирский лайнер. Однотипные с ним суда стали использоваться для тех же целей: «Советский Союз» и «Адмирал Нахимов», поэтому в 1955 году было решено перестроить лайнер в китобойную базу. 30 марта 1959 года Совет Министров РСФСР принял решение о создании в Калининграде Антарктической китобойной флотилии (АКФ) «Юрий Долгорукий». Береговая контора АКФ была создана 1 апреля 1960 года.
В первый промысловый рейс АКФ «Юрий Долгорукий» снялась с большого рейда Калининграда (8 миль от Балтийска) 20 октября 1960 года. В составе флотилии — китобаза и 15 китобойных судов типа «Мирный» (проект 393), капитан-директором был Ф. И. Самольянов. В первом рейсе было добыто 3484 кита (100561,5 тонн), с выполнением плана на 110 %.
Кругоантарктические рейсы были рискованными: в четвёртой путине 1963—1964 годов у острова Крозе произошло затопление турбогенераторного отсека; позднее из строя вышли 2 генератора из 4-х. Команда на ходу смогла осуществить перемотку статоров и ввести механизмы в строй. Во время седьмого рейса 1966—1967 годов из-за штормов не удалось вовремя встретиться с танкером и пополнить запасы топлива, пришлось вводить базу в паковые льды, были повреждены оба гребных винта.
В среднем, за один рейс добывалось от 1400 до 2200 китов, поскольку с 1965 года промысловый сезон был ограничен периодом с 1 декабря по 1 марта, и плановые задания были несколько снижены. Всего за 15 рейсов было добыто 42 311 животных (по другим данным — 58 000). Из-за истощения китовых стад в 1975 году было решено прекратить деятельность АКФ, а базу списать на слом. Разделка «Юрия Долгорукого» завершилась в 1977 году.